# Ures, Sonora
Ures là một đô thị thuộc bang Sonora, México. Năm 2005, dân số của đô thị này là 8420 người.